# Abbaye Notre-Dame d'Eaucourt
L'abbaye Notre-Dame d'Eaucourt (en latin : Abbatia Ailcurtensis) était une abbaye de chanoines réguliers de saint Augustin située dans la forêt d'Arrouaise, près de Warlencourt-Eaucourt, aujourd'hui sur le territoire de Le Sars.

## Histoire
En 1101, Odon, prêtre ermite, établit un ermitage, puis constitue avec le consentement de l’évêque d'Arras, Lambert, une communauté de chanoines réguliers. Lambert libère Odon, qui s'est retiré à Eaucourt avec quelques compagnons, de toute obéissance, sauf celle qui est due à l'ordinaire, lui donne l'église d'Eaucourt, la cura animarum de ses compagnons, et lui concède une dîme.
L'abbaye est bâtie au milieu des bois, appelés Bois du Mont-Oger ou d'Oger-Mont faisant partie de la forêt d'Arrouaise, sur un fond donné par le chapitre de Saint-Fursy de Péronne,.
Le pape Adrien IV confirme les possessions de l'abbaye d'Eaucourt.
En 1651, pendant la Guerre franco-espagnole, l'abbaye est saccagée.
Une lettre du pape Grégoire IX, du 2 juillet 1233, indique que l'abbaye est une maison de confédération autonome, de l'abbaye Saint-Victor de Paris.
Le 13 février 1790, l'Assemblée constituante prononce l'abolition des vœux monastiques et la suppression des congrégations religieuses. L'abbaye est vendue comme bien national,.

## Abbés
D'après Gallia Christiana, III, 446

### Abbés réguliers
1. 1101 : Odon (†1142)
2. Gérard
3. ~1142 : Simon (†1162)
4. Foulques (†1177)
5. 1177 :Gérard II
6. 1187 : Guilbert
7. Odon II ou Eudes
8. Martin
9. Baudouin
10. Richard
11. Guy
12. Hugues
13. ~1252 : Foulques
14. Pierre Camb ou Canelie ou Caneille
15. Odon III ou Eudes de Hangest
16. Jean
17. Simon II
18. Parisius ou Paris de Villers
19. Jean II de Noyon
20. Bernard de Tilloy ou de Tilleloy
21. Gilles
22. Théobald ou Thibaud
23. Drocon ou Druon-Tournet ou Dreux Tournet ou Guillebert
24. Pierre II Tournet
25. Jean III
26. ~1333 : Gilles II
27. Pierre III
28. Drocon ou Druon III ou Dreux
29. Pierre IV
30. 1435 : Raoul Martin
31. Alexandre de la Porte
32. Pierre V l'Escuyer
33. Jean le Vasseur
34. Pierre Corcoul[2].
35. Pierre Boniface
36. Arthur ou Artus de Tabary
37. 1528 : Adrien de Habarq
38. Yves Dalure (†1542)
39. 1544 : Antoine de la Hamaïde
40. Jean de la Croix
41. Jean Boulan
42. Michel Daillet (†1607)

### Abbés commendataires
À partir du concordat de Bologne, commence la série des abbés commendataires et seigneurs temporels :
- 1612 : Hubert de Moronval
- 1628 : Isambert Léveq ou Lecoq
- Étienne Vrancx (1617-1681), dit Dom Joseph, passe à Saint-Aubert de Cambrai
- 1644 : Jacques Transloy
- Jacques Lefrancq (†1670)
- 1675 : Augustin Routard ou Ransart (†1680)
- 1680 : Hubert de Fromont ou Rémond
- 1697 : Joachim d'Arleux (†1718)[7] ou Jacques Neveu
- 1720 : Noël Lemaire, abbé mitré[3]
- 1748 : Mullet
- 1759 : Billiau
- 1787 : Bultez

## Prieuré
L'influence de l'abbaye s'étend sur les prieurés où elle envoie ses religieux et recueille les revenus :
- Prieuré de Notre-Dame d'Heudicourt ou prieuré de Revelon[8].
- Prieuré de Notre-Dame du Valfleury à Gury, fondé au XIIe siècle[9],[10]. En 1557, le roi attribue ses revenus à Pierre de Paschal[11].
- Prévôté de Mersenne échangée en 1611, avec l'abbaye Saint-Remi de Reims contre Revelon et Valfleury[2].

## Patrimoine foncier
L'abbaye possédait des terres et des biens à Beugnâtre, Courcelles-le-Comte, Grandcourt, Hamelincourt, Mory;  un fief consistant en un moulin à vent à Courcelles-le-Comte.
Ancelle de Hesdin et sa famille avaient donné à l'abbaye d'Eaucourt tout ce qu'ils possédaient dans le village de Courcelles-le-Comte. Une charte de Thierry d'Alsace, comte de Flandre, approuve la donation faite, en 1145, par Anselme de Houdain et sa femme, Angeline ou Angine, fille de Hugues III de Campdavaine, comte de Saint-Pol, à l’abbaye d’Eaucourt, de ce qu’ils possédaient par droit d’héritage à Courcelles-le-Comte et de la troisième partie du moulin de Baillescourt.
En 1159 Raoul, comte de Péronne, confirme par une charte les biens possédés à Miraumont par l'abbaye d'Eaucourt.

## Dîmes
Les dîmes pesaient sur des produits très variés tels que les grains, le vin, les fruits des arbres, les petits des animaux, le foin, le lin, la laine, le chanvre, les fromages.
Le chapitre de l'abbaye a le droit de patronage, de présentation à l’évêque et de nomination d'un desservant aux églises ou cures (paroisses) dont il percevait aussi les grosses dîmes : Auchonvillers, Eaucourt, Irles, Warlencourt.
En 1152, Simon, abbé d’Eaucourt, et son abbaye donnent à l’abbaye de Vaucelles leur dîme de Pésières. Ils renoncent à la dîme qu’ils prélevaient sur trois champs que Vaucelles possédait à Révelon ; en échange, Vaucelles leur donne deux tiers de la dîme sur un champ à Crux Soyran.
En 1161, Godescalc, évêque d'Arras, notifie qu'Anselme de Péronne a restitué à l'abbaye les dîmes novales de Miraumont.

## Héraldique
| Armes de l'Abbaye d'Eaucourt | Les armes de l'Abbaye d'Eaucourt se blasonnent ainsi : D'azur à un portail d'église surmonté d'un clocher d'argent, accosté de deux étoiles d'or. |